# Малеево (Смоленская область)
 Малеево — деревня в Смоленской области России, в Краснинском районе. Расположена в западной части области в 8 км к юго-востоку от Красного на берегах реки Лосвинка.
Население — 186 жителей (2007 год). Административный центр Малеевского сельского поселения.

## Экономика
Средняя школа, почта, магазины, сельхозпредприятие «Колос».

## Достопримечательности
Плотина на реке Лосвинка.